# ZDFmobil
ZDFmobil war der Name des Digital-Bouquets des ZDF für den digital-terrestrischen Sendeweg (DVB-T). Es enthielt einen Teil des Angebots von ZDFvision und trug der technischen Besonderheit des DVB-T-Standards Rechnung, dass auf der terrestrischen Frequenz eines bisherigen analogen Fernsehsenders etwa vier Programme im digitalen Standard übertragen werden konnten. Die in Deutschland übliche Festlegung auf vier Programme innerhalb dieses Bouquets war ein Kompromiss aus einer möglichst hohen Datenreduktion (Komprimierung) bei gleichzeitig ausreichend hoher Bildqualität. Es war von über 90 Prozent der Bevölkerung in fast ganz Deutschland empfangbar. Es wurde von November 2002 an ausgestrahlt und enthielt die folgenden Kanäle:
| Kanal/ Frequenz [MHz] | Multiplex                                                                          | Polarisation horizontal (H)/ vertikal (V) | Modulations- verfahren | FEC | Guard- intervall | Bitrate [MBit/s] | Gleichwellennetz (SFN) |
| --------------------- | ---------------------------------------------------------------------------------- | ----------------------------------------- | ---------------------- | --- | ---------------- | ---------------- | ---------------------- |
| verschiedene          | ZDFmobil - ZDF - 3sat - ZDFinfo - KiKA (06:00–21:00 Uhr)/ ZDFneo (21:00–06:00 Uhr) | H / V                                     | 16-QAM (8k-Modus)      | 2/3 | 1/4              | 13,27            | je nach Standort       |

Bis auf das ZDF-Hauptprogramm sendeten alle anderen Sender mit der niedrigeren Bildauflösung 704 × 576i. Bis August 2007 wurde der ZDFdigitext (erweiterter Teletext) als MHP-Anwendungssoftware zur Verfügung gestellt. Dessen Ausstrahlung wurde, da sich dieser Standard bei den Empfängern nicht durchsetzen konnte, zugunsten des ZDF-Infokanals aufgegeben.
Am 29. März 2017 wurden in einer zweiten Stufe die Ballungsgebiete vollständig auf DVB-T2 umgestellt. Außerhalb der Ballungsgebiete sendete ZDFmobil bis zum jeweiligen dortigen Umstieg weiter über DVB-T. Die dritte Stufe der Umstellung fand dabei bis Frühjahr 2018, die vierte Stufe bis spätestens Frühjahr 2019 statt.
Über DVB-T2 wird die Ausstrahlung der ZDF-Sender von Media Broadcast übernommen. Die Sender des ZDF teilen sich dort einen Mux mit freenet TV connect. Die bisherige Partagierung von zdf_neo und KiKA gibt es via DVB-T2 nicht. Mit der Einstellung von DVB-T endete somit auch die Verbreitung von ZDFmobil.